# Депутат, Андрей Дмитриевич
Андрей Дмитриевич Депутат (род. 20 декабря 1992, Киев) — российский фигурист, выступающий в парном разряде. Выступал в парном катании  в паре с Верой Базаровой и Василисой Даванковой; с последней он бронзовый призёр юниорского мирового чемпионата.
По состоянию на январь 2017 года пара занимала 22-е место в рейтинге Международного союза конькобежцев (ИСУ).

## Карьера
Андрей Депутат начинал заниматься фигурным катанием в Киеве (Украина) в 1995 году. Тренировался у Галины Кухар. Как парник принимал участие в контрольных прокатах кандидатов в национальные сборные команды Украины в сезоне 2008/09. Вместе с Владиславой Рыбкой выступал на международном турнире в США Liberty Summer 2009 (junior; 2-е место, 108.07).
В 2010 году переехал в Москву в группу парного катания Сергея Доброскокова. В сезоне 2010/11 выступал с Полиной Сафроновой. Серебряный призёр Первенства Москвы среди юниоров 2010.
С лета 2011 года катался в паре с Василисой Даванковой. Член сборных команд России с 2012 года.
С 9 апреля 2014 года стал выступать в паре с Верой Базаровой. С осени начали выступать в международных соревнованиях, сначала в Италии, затем в кубке Ниццы. На китайском этапе Гран-при пара осталась за чертой призёров. Были четвёртыми и на японском этапе Гран-при. На российском чемпионате в конце 2014 года пара оказалась также на 4-м месте. На национальном чемпионате 2016 фигуристы финишировали в середине таблицы.
На зимней Универсиаде 2015 в Испании в короткой программе спортсмены шли в числе призёров. Однако в произвольной программе они сорвали поддержку и выпали за пределы призовой тройки. В конце февраля фигуристы на Кубке России оказались на третьем месте.
Старт нового сезона осенью 2015 года оказался скомканым из-за болезни партнёрши, пара снялась со стартов в Саранске. В конце октября пара выступала на этапе серии Гран-при Skate Canada; где они были на пятом месте. На заключительном этапе Гран-при в Нагано оказались на четвёртом месте. На российском чемпионате 2016 в Екатеринбурге пара заняла шестое место. Через два месяца на финале Кубка России фигуристы его выиграли. Они были заявлены запасными на мировой чемпионат в США. В середине марта спортсмены приняли тренировочное участие в Кубке Тироля в Инсбруке, который они выиграли. Далее из-за здоровья партнёрши пара распалась.
В конце августа 2017 года Депутат заявил, что завершает спортивную карьеру и переходит к судейству. Он успешно сдал тесты на технического специалиста в парном катании.

## Личная жизнь
16 июля 2016 года женился на олимпийской чемпионке в командных соревнованиях (танцы на льду) Екатерине Бобровой. В апреле 2019 года у них родился сын.

## Программы
| Сезон     | Короткая программа                               | Произвольная программа                               | Показательные выступления                       |
| --------- | ------------------------------------------------ | ---------------------------------------------------- | ----------------------------------------------- |
| 2013—2014 | - Крёстный отец Нино Рота обработка Эдвин Мартон | - Нотр-Дам де Пари Риккардо Коччанте                 | - Don’t You Remember Адель                      |
| 2012—2013 | - Крёстный отец Нино Рота обработка Эдвин Мартон | - Однажды в Мексике Эннио Морриконе                  | - Something’s got a hold on me Кристина Агилера |
| 2011—2012 | - Фламенко Дидюля                                | - Ромео и Джульетта Нино Рота обработка Эдвин Мартон | - Ai se eu te pego! Мишел Тело                  |

## Результаты

### С В. Базаровой
| Соревнования                 | 2014—2015 | 2015—2016 | 2016—2017 |
| ---------------------------- | --------- | --------- | --------- |
| Этапы Гран-при: Cup of China | 4         |           |           |
| Этапы Гран-при: NHK Trophy   | 4         | 4         |           |
| Этапы Гран-при: Skate Canada |           | 5         | WD        |
| Зимние Универсиады           | 4         |           |           |
| Кубок Ломбардии              | 3         |           |           |
| Международный кубок Ниццы    | 2         |           |           |
| Кубок Тироля                 |           | 1         |           |
| Чемпионат России             | 5         | 6         |           |
| Кубок России                 | 3         | 1         |           |

### С В. Даванковой
| Результаты                                           | Результаты    | Результаты    | Результаты    |
| Международные                                        | Международные | Международные | Международные |
| Соревнования                                         | 2011-12       | 2012-13       | 2013-14       |
| ---------------------------------------------------- | ------------- | ------------- | ------------- |
| Cup of Nice                                          |               | 4             |               |
| Международные: Юниоры                                |               |               |               |
| Чемпионат мира среди юниоров                         | 3             |               | 4             |
| Финалы юниорского Гран-При                           |               | 2             | 5             |
| Гран-При Беларуси                                    |               |               | 3             |
| Гран-При Хорватии                                    |               | 3             |               |
| Гран-При Эстонии                                     |               |               | 2             |
| Гран-При США                                         |               | 2             |               |
| Национальные                                         |               |               |               |
| Чемпионат России                                     | 5             | 7             | 5             |
| Первенство России по фигурному катанию среди юниоров | 1             | WD            | 3             |
| WD = Withdrew (снялись из-за травмы)                 |               |               |               |